# XXV. Armeekorps (Wehrmacht)
Das XXV. Armeekorps des Heeres der deutschen Wehrmacht, mit vollem Titel Generalkommando XXV. Armeekorps, war die Bezeichnung für die entsprechende Kommandobehörde, aber auch für den Großverband aus mehreren Divisionen und eigenen Korpstruppen. Er wurde von diesem Generalkommando geführt und stand unter dem Oberbefehl einer Armee oder Heeresgruppe.

## Aufstellung, Umbenennung, Geschichte

### Generalkommando der Grenztruppen Oberrhein
Das Generalkommando wurde 1938 im Wehrkreis V (in Konstanz) aufgestellt. Mobilmachung erfolgte am 26. August 1939.

### XXV. Armeekorps
Das (Generalkommando) XXV. Armeekorps entstand am 17. September 1939 durch Umbenennung (des Generalkommando) der Grenztruppen Oberrhein.
Im Rahmen der 7. Armee war das Korps für den Grenzschutz am Oberrhein zuständig. Während des Westfeldzuges war das Korps unter dem Kommando des General der Infanterie Karl von Prager (mit 555. und 557. Infanterie – sowie der 6. Gebirgs-Division) gegenüber der Maginot-Linie stationiert. Es beteiligte sich an der Besetzung der Kanalinseln. Das restliche Jahr sicherte das Korps die Küste der Bretagne zwischen Cherbourg bis Brest und verlängerte den Schutz ab Januar 1941 bis in den Raum St. Nazaire. Ende des Jahres 1940 waren dem Korps die 61., 211. und die 290. Infanterie-Division unterstellt.
Nach der alliierten Landung in der Normandie (6. Juni 1944) kämpfte das Korps unter dem Kommandierenden General Wilhelm Fahrmbacher gegen das VIII. US-Corps (unter General Troy H. Middleton mit der 83rd Infantry Division, 4th und 6th Armored Division) in den Festungen St. Malo, Brest, Lorient und St. Nazaire.
Während der Schlacht um die Bretagne erfolgte der Hauptangriff auf die Festung Brest am 25. August 1944 durch die 29th Infantry Division aus dem Westen, durch die 8th Infantry Division aus dem Nordosten und die 2nd Infantry Division von Osten. Mitte September 1944 waren dem Kommando die 265. und Reste der 343., 2. Fallschirmjäger- und der 266. Infanterie-Division unterstellt.
Zuletzt waren dem Korpskommando XXV in der Festung Lorient nur mehr die bodenständige 265. Infanterie-Division unterstellt.

## Korpstruppen
(Quelle: )
- Arko 115
- Korps-Nachr.Abt. 425
- Korps-Nachsch.Truppen 307
- Fest.Stammtruppen XXV (27 Kp.) * 1943 I Brest II Lorient, III St Nazaire

## Unterstellung und Einsatzgebiet
Siehe Verbände und Truppen der deutschen Wehrmacht und Waffen-SS im Zweiten Weltkrieg 1939–1945.
| Jahr                            | Monat | Armee        | Heeresgruppe   | Einsatzgebiet      |
| Generalkommando Oberrhein       |       |              |                |                    |
| 1939                            | Sept. | 7. Armee     | Heeresgruppe C | Oberrhein          |
| Generalkommando XXV. Armeekorps |       |              |                |                    |
| 1939                            | 10-12 | 7. Armee     | Heeresgruppe C | Oberrhein          |
| 1940                            | 01-06 | 7. Armee     | Heeresgruppe C | Oberrhein          |
|                                 | 07-08 | 12. Armee    | Heeresgruppe C | Ostfrankreich      |
|                                 | 09-10 | 1. Armee     | Heeresgruppe C | Ostfrankreich      |
|                                 | 11-11 | 1. Armee     | Heeresgruppe D | Ostfrankreich      |
|                                 | 12-12 | 6. Armee     | Heeresgruppe D | Nordwestfrankreich |
| 1941                            | 01-04 | 6. Armee     | Heeresgruppe D | Nordwestfrankreich |
|                                 | 05-12 | 7. Armee     | Heeresgruppe D | Bretagne           |
| 1942                            | 01-12 | 7. Armee     | Heeresgruppe D | Bretagne           |
| 1943                            | 01-12 | 7. Armee     | Heeresgruppe D | Bretagne           |
| 1944                            | 01-04 | 7. Armee     | Heeresgruppe D | Bretagne           |
|                                 | 05-07 | 7. Armee     | Heeresgruppe B | Bretagne           |
|                                 | 08-10 | Fest.Lorient | OKW            | Bretagne           |
|                                 | 11-12 | Fest.Lorient | Mar.OK.West    | Bretagne           |
| 1945                            | 01-04 | Fest.Lorient | Mar.OK.West    | Bretagne           |